# Forestburg (Alberta)
Forestburg è un villaggio del Canada, situato nella provincia dell'Alberta, nella divisione No. 7.